# 烏馬河区
烏馬河区（うばが-く）は中華人民共和国黒竜江省伊春市にかつて存在した市轄区。

## 行政区画
1街道を管轄：
- 街道弁事処：烏馬河街道

## 交通

### 航空
- 伊春林都空港

### 道路
- 高速道路
  - 鶴哈高速道路
- 国道
  - G222国道